# Bembidion darlingtoni
Bembidion darlingtoni är en skalbaggsart som beskrevs av Mutchler 1934. Bembidion darlingtoni ingår i släktet Bembidion och familjen jordlöpare. Inga underarter finns listade i Catalogue of Life.